# ÖBB 1014/1114
 (juillet 2024).
Les séries 1014 et 1114 sont une série de locomotives électrique universelle, des Chemins de fer fédéraux autrichiens (en allemand : Österreichische Bundesbahnen (ÖBB)), utilisées pour le transport de marchandises et de personnes.

## Technique
Les locomotives de la série 1014 sont équipées de bogies SGP-VT 1014 R et d'essieux monoblocs avec entraînement à arbre creux ABB. La force de traction est transmise par des tiges de traction et de poussée. Le châssis principal, la carrosserie de la locomotive et les cabines de conduite (soudés et en construction légère en acier) sont soutenus par les deux bogies couplés. La carrosserie de la locomotive est reprise de la série 1822, elle n'en diffère que par le fait qu'elle est plus courte. Les parois latérales des locomotives comportent de nombreuses parties de rigidification. Les deux cabines de conduite standard sont reliées entre elles par une allée centrale dans la salle des machines. Le transformateur, la commande et tous les autres appareils et équipements auxiliaires y sont hébergés. Les faces avant sont en PRV à l'extérieur, derrière lesquelles se trouve une structure en acier qui protège le conducteur en cas de collision. Les cabines de conduite spacieuses sont équipées de la climatisation et de grandes fenêtres. Le toit est constitué d'une construction légère en aluminium et est divisé en trois panneaux amovibles qui permettent de remplacer facilement les équipements de la salle des machines. Toutes les locomotives sont équipées d'un circuit de sécurité et d'un système de commande inductive. Quatre machines destinées au trafic transfrontalier disposent également de systèmes de contrôle des trains de la Magyar Államvasutak. Toutes les locomotives furent livrées peintes en rouge trafic (surfaces latérales et circulation avant), en blanc (cabines de conduite, bandes décoratives et logo ÖBB) et en gris ombre (vitres, cadres et bogies). Quatre locomotives ont une peinture spéciale. La 1014011 fut peinte en rouge/blanc avec un grand logo Rail Cargo Austria au milieu. Les locomotives 1014005, 007 et 010 sont une livrée CAT appropriée dans le cadre de leurs services pour le City Airport Train (CAT).
Le toit supporte deux pantographes (quatre pour les locomotives destinées au trafic frontalier vers la Hongrie), l'aiguillage principal, les câbles de toit et diverses consoles. L'ensemble de la partie électrique représente un développement ultérieur de la série 1146 (de). La tension du circuit intermédiaire est augmentée à 1 400 volts, ce qui permet d'obtenir une augmentation des performances. La puissance est transmise par un entraînement à arbre creux. Le rapport de transmission est de 1:4,17. Le système de freinage se compose d'un frein électrique, d'un frein à air comprimé à action indirecte comme frein de train et d'un frein à ressort. Les locomotives de la série 1014 sont à la fois réversibles et en double traction.
Le transformateur principal, situé au milieu du pont (pour des raisons de poids), est refroidi par huile. Les convertisseurs de traction sont refroidis par huile et constitués de thyristors à commande vectorielle. Les convertisseurs pour le réseau de bord sont conçus selon la technologie IGBT.
Des bogies moteurs nouvellement développés furent utilisés dans deux locomotives construites en série indépendante, les 1114 017 et 018. En ajustant radialement les essieux, ceux-ci permirent d'augmenter les vitesses d'arc avec une accélération latérale maximale de 1,6 m/s2, et les deux locomotives étaient environ 8 t plus légères que leurs modèles frères. Tous deux furent reconstruits fin 1999 et intégrés à la série 1014 avec leurs numéros respectifs.

## Histoire
Après la chute du rideau de fer, des changements majeurs dans les flux de trafic deviennent perceptibles. Pour faire face à ces nouvelles circonstances, les chemins de fer fédéraux autrichiens envisagent d'acheter de nouvelles locomotives plus puissantes. Même si les locomotives existantes de la série 1063 (de) étaient généralement adaptées au trafic transfrontalier avec les compagnies ferroviaires České dráhy et Magyar Államvasutak, elles avaient une vitesse maximale de seulement 100 km/h, ce qui rendait impossible leur utilisation sur les trains express transfrontaliers. Lors de la préparation de l'exposition universelle prévue en 1995, les ÖBB envisagent d'utiliser des trains à caisse inclinable en Autriche ; cependant, ce projet ne se fait pas. L'expérience acquise avec les locomotives à double courant de la série 1146 est intégrée au développement de la série 1014. En 1993 et 1994, SGP (partie mécanique) et ELIN (partie électrique) construisent 18 locomotives de cette série.
La première utilisation a lieu le 17 janvier 1994 sur la Nordbahn depuis Hohenau (siège du bureau de promotion des trains de Vienne-Nord) avec des trains de voyageurs vers Břeclav et des trains de marchandises vers Vienne et Moosbierbaum-Heiligeneich. Les locomotives de la série 1014 sont alors basées à Vienne-Sud et circulent principalement dans les lignes des RegionalExpress vers Bratislava-Petržalka, des trains EURegio vers Győr, des trains régionaux vers Wiener Neustadt ainsi que des trains de marchandises et des trains Euro-InterCity sur la Nordbahn. Au cours de leurs dernières années d'exploitation, on les retrouve également sur la ligne de chemin de fer de Semmering.
Les locomotives de cette série ne sont plus utilisées comme prévu à partir de fin 2009. Elles sont garées en attendant une vente.
Selon le magazine Schienenverkehr aktuell de novembre 2016, les 17 locomotives encore en stationnement chez ÖBB furent retirées du service le 1er octobre 2016. Les locomotives, réparties sur plusieurs sites de stockage, sont rassemblées à Penzing et préparées pour le transport. Le 7 novembre 2016, toutes les locomotives de la série 1014 sont transférées en Roumanie. La 1042 023 transporta le train de locomotives de Vienne-Penzing jusqu'à la gare frontière hongroise de Hegyeshalom. Selon ÖBB, la raison en est que les contrats de location ont expiré le 31 octobre 2016.
En 2018, 16 machines importées en Roumanie en 2016 sont reprises par Zeller Transporttechnik (ZTT) et transférées en Autriche. En juillet 2019, six locomotives sont de nouveau en service (1014 003, 004, 008, 010, 011 et 016), et d'autres suivront. Entre-temps, les locomotives sont à nouveau arrêtées en raison de la faillite de ZTT. Certains sont encore en état à Strasshof, attendant leur sort incertain.
En septembre 2021, quatre locomotives de la série 1014 anciennement utilisées par ZTT sont expédiées en Tanzanie. Les chemins de fer de Tanzanie prévoient d'utiliser ces machines sur la ligne à écartement standard reliant Dar es Salaam à Morogoro, en construction.
La 1014 001, restée en Autriche et garée pendant longtemps dans les locaux du TS Linz, est vendue à un ferrailleur en 2022 et mise au rebut.